# Maman les p'tits bateaux
 (décembre 2013).
Si vous disposez d'ouvrages ou d'articles de référence ou si vous connaissez des sites web de qualité traitant du thème abordé ici, merci de compléter l'article en donnant les références utiles à sa vérifiabilité et en les liant à la section « Notes et références ».
Maman les p'tits bateaux est une chanson enfantine qui remonte au moins au XIXe siècle.
Les paroles et la musique sont du domaine public.
La mélodie des couplets commençant par « Maman les p'tits... » peut rappeler le mouvement des vagues. Le changement d'air des autres couplets fait qu'ils sont souvent oubliés[réf. nécessaire].

## Paroles
Source
Maman les p'tits bateaux

Qui vont sur l'eau

Ont-ils des jambes ?

Mais non, mon gros bêta

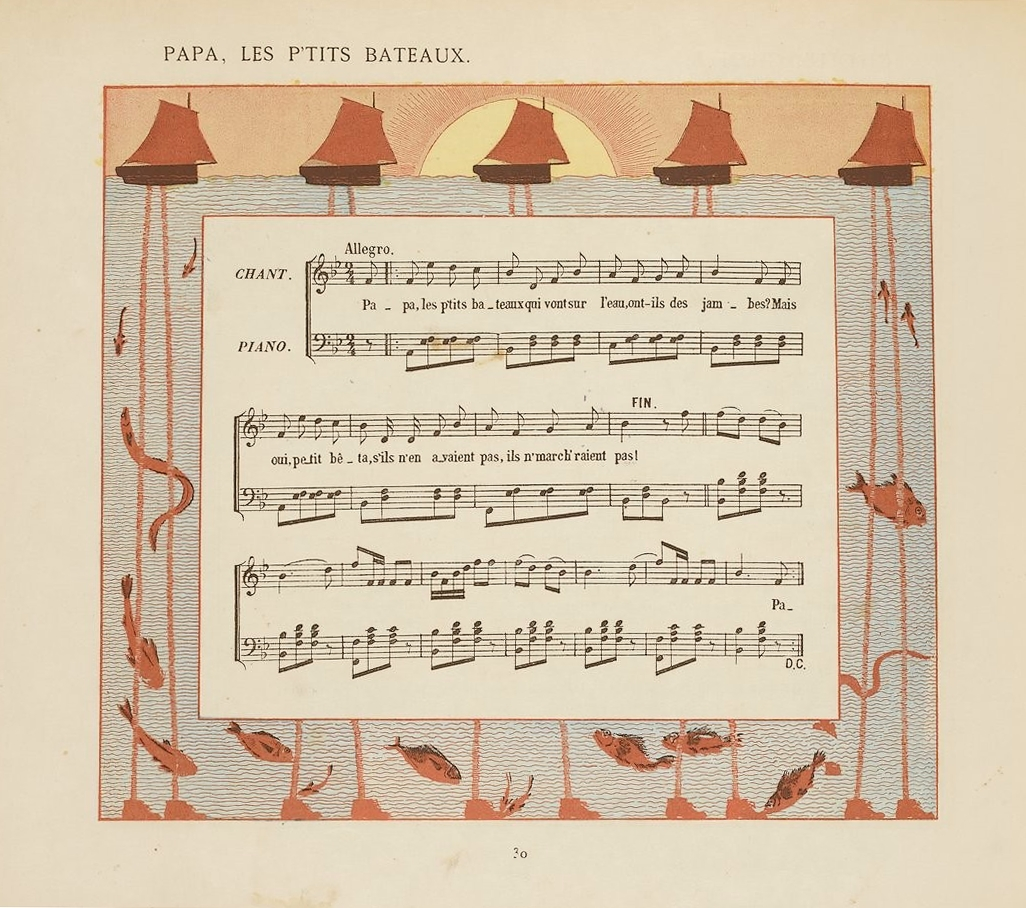
Une version approximative publiée en 1884, librairie Plon, Paris.

S'ils en avaient, ils marcheraient !

Maman les p'tits bateaux

Qui vont sur l'eau

Ont-ils une âme ?

Mais oui, mon gros bêta

S'ils n'en avaient pas, ils n'avanceraient pas !

Va, quand tu seras grand

Tu feras le tour du monde

Pour lutter vaillamment contre le vent et la mer

[…]

Le premier couplet est souvent connu avec cette variante :
Maman les p'tits bateaux

Qui vont sur l'eau

Ont-ils des jambes ?

Mais oui, mon gros bêta

S'ils n'en avaient pas

Ils ne marcheraient pas

## Dans la culture populaire
Au-delà des références remontant au XIXe siècle (cf. infra), on trouve cette mélodie dans une œuvre d'Erik Satie Descriptions automatiques, I. Sur un vaisseau publiée en 1913.
Il est rapporté que c'est en entendant son fils fredonner cette comptine que Pierre Valton eut l'idée du nom Petit Bateau pour sa marque de sous-vêtements,.
Le titre du film Papa les p'tits bateaux de Nelly Kaplan parodie la comptine.
Les P'tits Bateaux est une émission de radio de France Inter créée en 1997 par Noëlle Bréham. Des spécialistes répondent simplement à des questions posées par des enfants sur des sujets très divers.